# 维尼亚德尔马埃弗顿体育俱乐部

舊logo

維拿迪馬愛華頓体育俱乐部（西班牙語：Everton de Viña del Mar）是智利職業足球俱乐部，位于智利维尼亚德尔马。俱乐部创建于1909年6月24日（以英格兰埃弗顿足球俱乐部命名）。主体育场是拥有大约 25,000 个座位的小柳树体育场（Estadio Sausalito）。
The "Ruletas" (赌盘)的昵称来自维尼亚德尔马知名的赌博景点。

## 球队荣誉
- 智利甲組足球聯賽: 3 次

1950年, 1952年, 1976年
- 智利盃: 1 次

1984年
- 智利足球乙級聯賽 冠军: 1974年, 2003年

## 著名球员
- 尼尔森·阿科斯塔
- 罗德里戈·纳兰永
- 努埃尔·内拉
- 阿尔瓦罗·安德雷斯·奥梅诺
- 埃拉迪奥·罗加斯